# Wollwurst

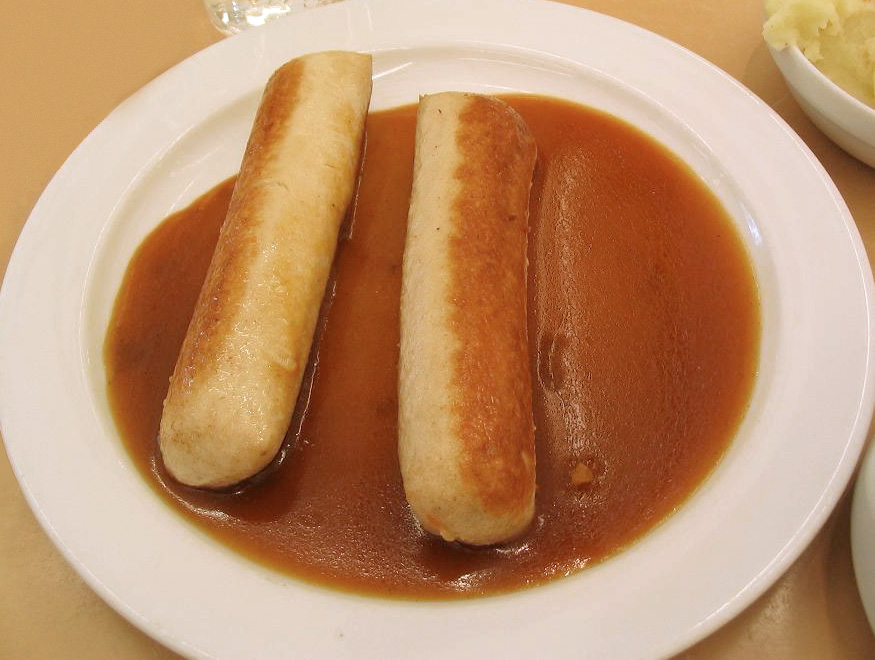
Wollwürste mit Bratensoße

Wollwürste sind eine der Münchner Weißwurst verwandte süddeutsche Spezialität aus Kalb- und Schweinefleisch. Sie werden auch Nackerte, Geschwollene, Geschlagene oder Oberländer genannt. Wollwürste sind meist etwas länger und dünner als Weißwürste.

## Zubereitung
Das Grundrezept unterscheidet sich kaum von dem für Weißwürste, wobei im Allgemeinen weniger Schwarten und keine Petersilie verwendet werden. Die Wurstmasse wird anschließend nicht in Därme gefüllt, sondern direkt mit einer Tülle in kochendes Wasser gespritzt, etwa zehn Minuten bei mäßiger Temperatur gegart und anschließend abgeschreckt, was den „nackten“ Würsten eine weiche, „wollige“ Oberfläche gibt. Dann können sie sofort verzehrt werden.
Üblicher ist allerdings, sie noch zu braten. Dazu werden sie in Milch getaucht, kurz und heiß gebraten, bis sie goldgelb sind (wobei sie anschwellen). Die traditionelle Beilage ist warmer, mit Essig, Öl und Fleisch- oder Gemüsebrühe zubereiteter Kartoffelsalat und Senf. Sie wird auch gerne als Currywurst zubereitet.